# استان لام دونگ
استان لام دونگ (به لاتین: Lâm Đồng Province) یک استان در ویتنام است که در ویتنام واقع شده‌است.

## خصوصیات
استان لام دونگ ۹٬۷۶۴٫۸ کیلومترمربع مساحت و ۱٬۱۹۸٬۸۰۰ نفر جمعیت دارد.